# アーダ・ヘーゲルベルグ
アーダ・マルティーネ・ストルスモ・ヘーゲルベルグ（ノルウェー語: Ada Martine Stolsmo Hegerberg, 1995年7月10日 - ）は、ノルウェー・モルデ出身の女子サッカー選手。ディヴィジオン・アン・フェミナン・オリンピック・リヨン所属。ノルウェー女子代表。ポジションはFW（ストライカー）。2018年に初代女子バロンドールを受賞した。姉に同じく女子サッカー選手のアンドリーネ・ヘーゲルベルグがいる。

## クラブ経歴
オリンピック・リヨン所属時の2020年1月に前十字靭帯損傷を負い、2020年9月に左脛骨の疲労骨折を負った。2021年10月5日のUEFA女子チャンピオンズリーググループステージ・BKヘッケン戦で1年8か月ぶりに復帰した。

## 代表経歴
2017年からノルウェーサッカー協会が男子チームと女子チームを平等に扱っていないとしてノルウェー女子代表の召集を拒否している。また、2019 FIFA女子ワールドカップでの召集も拒否した。ワールドカップでの召集拒否に対してはノルウェー男子代表のマルティン・ウーデゴールが批判している。
その後2022年の2023 FIFA女子ワールドカップ・ヨーロッパ予選で約5年ぶりに代表に復帰。復帰戦となったコソボ戦でハットトリックを達成するなどチームのワールドカップ出場に貢献し、そのままワールドカップ本選のメンバーにも選ばれている。

## タイトル

### クラブ
スターベク
- ノルウェー女子カップ（英語版）：2012

リヨン
- ディヴィジオン・アン・フェミナン：2014-15、2015-16、2016-17、2017-18、2018-19、2019-20
- クープ・ドゥ・フランス（英語版）：2014-15、2015-16、2016-17、2018-19、2019-20
- UEFA女子チャンピオンズリーグ：2015-16、2016-17、2017-18、2018-19、2019-20
- トロフェ・デ・シャンピオン（英語版）：2019[7]

### 代表
- UEFA欧州女子選手権2013：準優勝

### 個人
- 女子バロンドール：2018年[3]
- BBC女子サッカー年間最優秀選手賞（英語版）：2017[8]、2019[4]

### 記録
- UEFA女子チャンピオンズリーグ最多得点者：53
- UEFA女子チャンピオンズリーグシーズン最多得点者：15
- UEFA女子チャンピオンズリーグクラブ最多得点者：49（オリンピック・リヨン）